# Idris latus
Idris latus är en stekelart som beskrevs av Kononova och Pyotr N.Petrov 1993. Idris latus ingår i släktet Idris och familjen Scelionidae. Inga underarter finns listade i Catalogue of Life.